# هوشیده ۱۴۹۲۶
سیارک ۱۴۹۲۶ (به انگلیسی: 14926 Hoshide، نامگذاری:1994VB3) چهارده هزار و نهصد و بیست و ششمین سیارک کشف شده‌است که در ۴ نوامبر ۱۹۹۴ کشف شد.
قدر مطلق سیارک برابر ۱۴٫۲ است.